# نورتون بوفالو

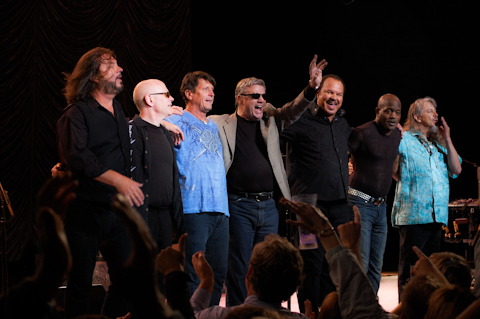
نورتون بوفالو

نورتون بوفالو (انگلیسی: Norton Buffalo؛ ۲۸ سپتامبر ۱۹۵۱ – ۳۰ اکتبر ۲۰۰۹) یک موسیقی‌دان اهل ایالات متحده آمریکا بود. وی بین سال‌های ۱۹۷۶ تا ۲۰۰۹ میلادی فعالیت می‌کرد.